# كولن ماكنزي
كولن ماكنزي (بالإنجليزية: Colin McKenzie)‏ (12 ديسمبر 1880 في أستراليا - 31 أغسطس 1930 في أستراليا) هو لاعب كريكت أسترالي. لعب مع فريق فكتوريا للكريكت.

## وصلات خارجية
- كولن ماكنزي على موقع إي آس بي آن كريك إنفو (الإنجليزية)